# كانيجيا إلفا
كانيجيا إلفا هو لاعب كرة قدم كندي في مركز الوسط، ولد في 14 يوليو 1996 في Vieux Fort, Saint Lucia ‏ في سانت لوسيا. لعب مع نادي ستراسبورغ ونادي شتوتغارت للرديف ونادي شتوتغارت.

## وصلات خارجية
- كانيجيا إلفا على موقع قاعدة بيانات كرة القدم.إي يو (الإنجليزية)
- كانيجيا إلفا على موقع Soccerway.com (الإنجليزية)
- كانيجيا إلفا على موقع عالم كرة القدم.نت (الإنجليزية)